# Dick MacNeill
Richard "Dick" MacNeill (Pasuruan, Índies Orientals Neerlandeses, 7 de gener de 1898 - Heemstede, 3 de juny de 1963) fou un futbolista neerlandès que va competir a començaments del segle xx. Sovint és citat com a Robert MacNeill.
El 1920 va prendre part en els Jocs Olímpics d'Anvers, on guanyà la medalla de bronze en la competició de futbol. D'aquesta selecció n'era el porter.
Pel que fa a clubs, defensà els colors del HVV Den Haag entre 1919 i 1921. Amb la selecció nacional jugà 7 partits, en què va rebre 13 gols.